# Каледония

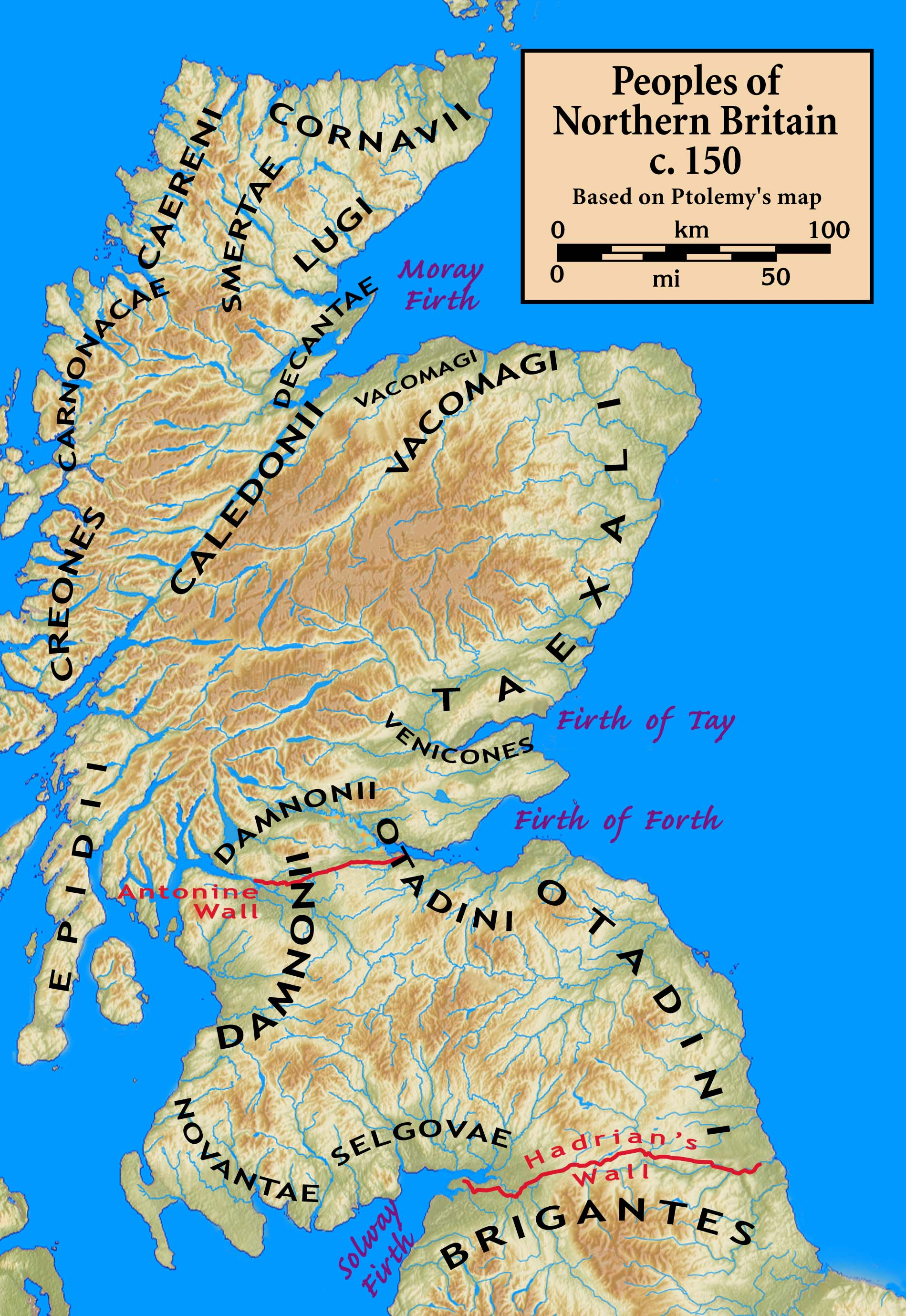

Каледония (лат. Caledonia) — древнее название северной части острова Великобритания, к северу от вала Адриана или вала Антонина, отождествляется с нынешней Шотландией. Каледонский лес на северной границе римской Британии впервые упоминается в «Естественной истории» Плиния. Затем слово «Каледония» встречается у Тацита, в рассказе о походах Агриколы.
В 83 или 84 году вождь племён Каледонии Галгак был разбит наголову Агриколой и потерял 10 000 убитыми. При Антонине успешно бился с каледонцами Лоллий Урбик, построивший в 142—154 гг. так называемый вал Антонина (оставлен римлянами в 160 году).
Император Септимий Север в 209 году провёл победоносную кампанию в Каледонии, но с его смертью в 211 году провинция была оставлена. Позже Каледония исчезает из произведений писателей; на сцену выступают пикты (с конца III века), а также скотты, аттакоты и саксы (с 367 года).
Этимология слова «Каледония» не ясна; его связывают с кимрским Celydd — «лесистая ограда», с ирландским Caill — «лес» и с Gael — английским названием кельтов и кельтского языка. С другой стороны, название «Каледония» также связывают с племенами каледонцев и дикалидонов, оба из которых, по предположениям, относились к докельтскому населению.